# Teorema de Gua
O teorema de Gua é o análogo tri-dimensional do teorema de Pitágoras, seu nome faz referência ao matemático francês Jean Paul de Gua de Malves.
Se um tetraedro tem um vértice com ângulo reto triplo, ou seja, com três arestas mutuamente perpendiculares, então o quadrado da área da face oposta deste vértice com ângulo trirretangular é igual a soma dos quadrados das áreas das outras três faces:
{\displaystyle {\acute {A}}rea_{ABC}^{2}={\acute {A}}rea_{\color {blue}ABO}^{2}+{\acute {A}}rea_{\color {green}ACO}^{2}+{\acute {A}}rea_{\color {red}BCO}^{2}}
Em R^4 o teorema possui generalização direta.  A figura análoga ao triângulo ABC em R^2 e tetraedro ABCD em R^3 se chama pentaedróide, ABCDE,  em R^4.  Consiste de cinco vértices não contidos no mesmo conjunto tri-dimensional, as 10 arestas entre estes vértices, os 10 triângulos possíveis entre três dos cinco vértices e os cinco 3-faces, faces tetraedrais, formados por quatro dos cinco vértices. No caso análogo ao triângulo retangular ou tetraedro tri-retangular, é possível que o pentaedróide tenha um vértice com as quatro arestas incidentes mutuamente perpendiculares. Seja o vértice E do pentaedróide ABCDE assim.  Logo as 3-faces tetraedrais incidentes em E, ie ABCE, ABDE, ACDE e BCDE, são tri-retangulares e a 3-face oposta a E, ABCD, não é.  Logo, Pitágoras em R^4 lê-se
Volume_{ABCD}^2 = Volume_{ABCE}^2 + Volume_{ABDE}^2 + Volume_{ACDE}^2 + Volume_{BCDE}^2.

Em geral, vale Pitágoras em R^n.  Considere um n-simplexo (n+1 pontos não contidos em nenhum conjunto de dimensão menor que n, com arestas entre cada par de pontos), do qual triângulos e tetraedros são exemplos de 2-simplexo e 3-simplexo, e seja este n-simplexo especial em ter um vértice com n arestas mutuamente perpendiculares incidentes nele.  O 2-simplexo especial é o triângulo retângulo; o 3-simplexo especial é o tetraedro trirretangular do teorema de Gua. Em R^4 é o pentaedróide visto acima -- tetra-retangular.
Este n-simplexo tem n+1 vértices, (n+1)n/2 arestas, (n+1)n(n-1)/6 faces triangulares, etc e finalmente n+1 faces de dimensão n-1.  Estas são as arestas do triângulo e as faces triangulares do tetraedro, e assim em diante.  Existe n delas em torno do vértice especial, todos com um ângulo multiplamente reto, e uma face oposta ao ângulo especial do n-simplexo.  Com isso, o teorema geral de Pitágoras  lê-se
"Num n-simplexo com vértice onde todas as arestas são perpendiculares entre si, a soma dos quadrados dos hipervolumes das n  n-1 faces em torno do vértice especial é igual ao quadrado do hipervolume da n-1 face oposta ao vértice especial."